# Али Даји
Али Даји (перс. علی دایی; 21. март 1969) ирански је фудбалски тренер и бивши фудбалер.
Био је капитен иранске репрезентације између 2000. и 2006. године. Играо је у немачкој Бундеслиги за Арминију Билефелд, Бајерн Минхен и Херту из Берлина. Сматра се једним од најбољих иранских фудбалера свих времена, као и једним од највећих фудбалера из Азије.
Као високи нападач, Даји је био плодан голгетер, који је био познат по својој прецизности главом и способностима у ваздуху. Био је најбољи међународни стрелац на свету са 109 голова док његов рекорд није оборио Кристијано Роналдо 2021. и отишао на треће место након што га је поново надмашио Лионел Меси 2024. године. Током своје играчке каријере, Даји је именован за УНИЦЕФ-овог амбасадора добре воље 2001. године. Након пензионисања, Даји је служио као члан Фудбалског комитета ФИФА између 2007. и 2013. године. Године 2014. примљен је у Кућу славних азијског фудбала.